# Sofus Arctander
Sofus Anton Birger Arctander (Kristiansand, 22 gennaio 1845 – Lifjell, 20 agosto 1924) è stato un politico norvegese.

## Biografia
Era un insegnante e bibliotecario a Selje e a Nordfjordeid. Si laureò in legge presso l'Università di Christiania nel 1870. Successivamente lavorò come pretore a Lofoten. Visse a Hadsel dove era vice giudice e ufficiale giudiziario (1872-1884).
Divenne un membro del Parlamento norvegese nel 1879. Fu Ministro dell'interno (1884-1885 e 1886-1888), segretario di stato norvegese a Stoccolma (1885-1886), Ministro del Commercio (1905-1907, 1907-1908 e 1910), Primo Ministro facente funzioni (1905) e sindaco di Hadsel (1872-1878).

## Morte
Morì tra le montagne Lifjell in un giorno di agosto 1924. Era scomparso da alcuni giorni quando è stato trovato morto. Era il padre di Signy Arctander.